# Augustins de l'Assomption
Pour les articles homonymes, voir Assomption (homonymie) et AA.
Les Augustins de l'Assomption (ou « Assomptionnistes »), en abrégé A.A. ou a.a., forment une congrégation de religieux catholiques fondée à Nîmes par le père Emmanuel d'Alzon en 1845. De spiritualité augustinienne et alzonienne, ils vivent en communauté apostolique et recherchent la croissance du « Royaume de Dieu » en eux et autour d'eux par amour du Christ.
La congrégation obtient l’approbation diocésaine et le bref de louange en 1857. Elle est ensuite approuvée par le pape Pie IX, en 1864, et exprime son identité dans une règle de vie composée de la règle de saint Augustin et de constitutions propres — approuvées en 1923 après une crise de gouvernement.
Les Augustins de l'Assomption sont connus pour leur journal quotidien La Croix, le pèlerinage national de l'Assomption à Lourdes, leurs petits séminaires des campagnes appelés « alumnats » comme il s’en trouve un à Scherwiller (Bas-Rhin).

## Le fondateur

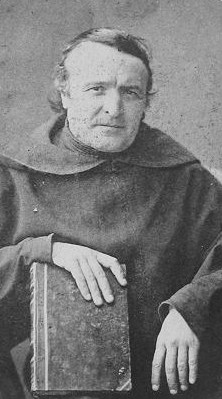
Le père Emmanuel d'Alzon (1810-1880), fondateur des Augustins de l'Assomption.

Le père Emmanuel d'Alzon, né au Vigan le 30 août 1810, a été formé au séminaire de Montpellier (1832-1833), puis a complété sa formation en autodidacte à Rome. Il y est ordonné le 26 décembre 1834. Lié à La Mennais, il se démarque de son ancien maître mais en retient quelques leçons de vie.
Nommé vicaire général dans le diocèse de Nîmes en novembre 1837, il lance de nombreuses initiatives pastorales sous ses évêques successifs : Claude de Chaffoy, Jean-François-Marie Cart, Henri Plantier et Louis Besson.
Tout en aidant la fondatrice des religieuses de l'Assomption (RA) sœur Marie-Eugénie de Jésus, il fonde les Augustins de l'Assomption en 1845. Pour soutenir la mission en Bulgarie, il fonde au Vigan, en mai 1865, les Oblates de l'Assomption (OA), religieuses missionnaires. Il participe comme expert au concile Vatican I, en particulier dans la défense du dogme de l'infaillibilité pontificale. Il démissionne de sa charge de vicaire général en 1878. Il confie la congrégation naissante au père François Picard. Il meurt à Nîmes le 21 novembre 1880.
Le pape Jean-Paul II, le déclare vénérable le 21 décembre 1991.

## Historique

### Le contexte et la vision du fondateur
Après la période révolutionnaire chaotique pour l'Église de France, le XIXe siècle est le théâtre d'un renouvellement et d'une prolifération de nouvelles congrégations religieuses. Durant la monarchie de Juillet, le père d'Alzon prêtre diocésain à Nîmes, en plein combat pour la liberté de l'enseignement secondaire, va envisager la fondation d'une nouvelle congrégation masculine. Trois évènements vont servir de creuset à la fondation d'un tiers ordre et d'une congrégation : l'accompagnement de mère Marie-Eugénie de Jésus à la suite du retrait de l'abbé Théodore Combalot en 1841 dans la création des Religieuses de l'Assomption en 1844 ; l'érection d'un carmel à Nîmes en 1843 ; la reprise du collège de l'Assomption à l'abbé Vermot en 1843. C'est dans ce collège, la nuit de Noël 1845, qu'Emmanuel d'Alzon inaugure le premier noviciat avec le Nîmois René-Eugène Cusse et François Surrel (qui auront un parcours sinueux), le prêtre nîmois Charles Laurent et l'abbé lyonnais Paul-Elphège Tissot (qui s'engageront plus tard en 1852). C'est en cette nuit de Noël 1845 qu'est fondée la congrégation des Augustins de l'Assomption, comme le note l'Annuario Pontificio. Après cinq années de patience, Jean-François Cart, évêque de Nîmes, autorise cinq profès à prononcer des vœux pour un an : ce sont Emmanuel d'Alzon, Henri Brun, Victor Cardenne, Étienne Pernet et Hippolyte Saugrain. Ainsi est créée une « congrégation à la fois moderne et enracinée dans la tradition de l'Eglise » pour revitaliser l'esprit catholique au sein d'une société travaillée par les idées de la Révolution et de la libre pensée,.

### Les débuts: un collège, la Bulgarie, les pèlerinages et la Bonne Presse.
Marqué par les divisions dans l’Église avec la présence protestante dans sa régions natale des Cévennes, Emmanuel D'Alzon travaillera comme vicaire général de Nîmes à l'unité et à la réconciliation dans l’Église. Il reprend le collège de l'Assomption à Nîmes. La vision de d'Alzon englobait la transformation de la société à travers la formation des jeunes générations et la diffusion de bon livres. Il éprouvait également une préoccupation pour l'affirmation des vérités catholiques.
Très tôt, il s'est tourné vers l'Orient en répondant à l'appel du pape Pie IX à envoyer des religieux dans l'Empire ottoman, notamment en Bulgarie et en Turquie.
Un autre pilier de leur apostolat a été la création de la « Bonne Presse » avec la revue phare "La Croix". Elle est aujourd'hui connue sous le nom de Bayard Presse. Elle trouve son origine dans des pèlerinages à Lourdes avec la revue Pèlerin. Cette initiative vise à promouvoir les valeurs chrétiennes et à contribuer à l'éducation des individus contemporains.

### Le développement: les Alumnats
L'expansion de la congrégation a principalement eu lieu après le décès du Père d'Alzon le 21 novembre 1880, laissant derrière lui seulement 68 religieux et 11 novices. L'afflux de candidats en provenance des petits séminaires pour jeunes issus de milieux modestes ou défavorisés, appelés alumnats, a joué un rôle significatif. Cette expansion a conduit la congrégation à atteindre son apogée avec près de 2000 membres au milieu du XXᵉ siècle.

### L'exil et le développement international
La Troisième République en France, notoirement anticléricale, a entraîné l'expulsion initiale des membres religieux en 1880, suivie de la dissolution de la congrégation en 1900 sous le gouvernement de Pierre Waldeck-Rousseau. Cette mesure a été suivie de l'expulsion systématique des Assomptionnistes de France. La congrégation est devenue une cible en raison de sa presse influente, qui exerçait une influence sur l'opinion catholique française en particulier par le journal La Croix alors antidreyfusard. Paradoxalement, cette persécution a catalysé l'expansion des Assomptionnistes à l'échelle internationale au cours du XIXᵉ siècle. Ils se sont répandus en Europe, en Amérique du Sud et en Amérique du Nord.

### Le retour en France et reconnaissance de la Congrégation
Sous la direction du Père Emmanuel Bailly (du début du XXᵉ siècle à la fin de la Première Guerre mondiale), la congrégation a fait face à la dispersion et aux défis de la guerre. Cela incluait le démantèlement des missions en Turquie et en Bulgarie, la perte de jeunes religieux sur les champs de bataille, ainsi que des dommages ou des saisies de biens dans divers pays. Un aspect positif fut le retour ultérieur de la congrégation en France. Malgré la controverse, les membres religieux ayant accompli leur devoir militaire furent autorisés à rester en France, bien qu'ils ne soient que tolérés. La congrégation sera officiellement reconnu par le gouvernement français le 28 janvier 2013, soit 168 ans après sa fondation.

### Années d'expansion et d'aventure missionnaire
La période entre la fin de la Première Guerre mondiale et le Concile Vatican II a été marquée par l'expansion missionnaires (avec l'interruption de la Seconde Guerre mondiale). Les activités comprenaient la revitalisation de la présence en Orient et la fondation de missions au Congo belge, en Afrique du Nord, en Chine, à Madagascar et en Afrique de l'Ouest.
Durant cette phase historique, les Assomptionnistes ont fait face à une persécution systématique dans les nations affiliées au bloc soviétique. Un certain nombre d'entre eux ont été déportés vers des camps de travail forcé comme Jean Nicolas. Tandis que trois religieux Kamen Vitchev, Pavel et Josaphat, ont été condamnés à mort en 1952 et sont reconnus comme les Martyrs de Bulgarie.
Parallèlement, cette période a également été marquée par le développement et le déploiement des Études Augustiniennes et des Études Byzantines au sein de la congrégation. Des bibliothèques spécialisées ont vu le jour, accompagnées de revues scientifiques. Les chercheurs Assomptionnistes qui se sont engagés dans ces domaines ont acquis une renommée notable, devenant des figures éminentes et des spécialistes reconnus d'Augustin et du monde Byzantin. Cette dynamique culturelle a contribué à la préservation et à la propagation du savoir dans ces domaines clés de l'érudition religieuse et historique.

### Renouveau et au-delà
L'ère post-Vatican II a posé les défis de nombreux départs, mais elle a également apporté un renouveau. Dans les années 1980, il y a eu un retour aux fondements augustiniens et alzonniens, ainsi qu'un accent renouvelé sur la jeunesse et les vocations. Les années 2000 ont vu un développement en Asie, un regain en Afrique de l'Ouest et un engagement international accru de la part de la congrégation. Les Assomptionnistes ont continué à incarner la vision de leur fondateur en liant la foi catholique et la société contemporaine, faisant preuve de résilience et d'adaptation tout au long de leur histoire.

## Une spiritualité alzonienne et augustinienne
La spiritualité des Augustins de l'Assomption a pour but l'avènement du Royaume de Dieu autrement dit du Royaume du Père, du Fils, de l'Esprit Saint selon Athanase Sage. Ils veulent travailler « par amour du Christ, à l'avènement du Règne de Dieu en nous et autour de nous ». Leur devise vient de la prière du Notre Père : Adveniat Regnum Tuum, Advienne ton Règne. Et le second Propter amorem domini nostri Jesu Christi vient d'un répons du commun des vierges.

« Nous prenons pour devise ces mots de l'oraison dominicale « adveniat regnum tuum » et ces paroles de l'office « Propter amorem domini nostri Jesu Christi ». L'avènement du Règne de Jésus-Christ pour nous et le prochain, voilà ce que nous nous proposons avant toutes choses. »

— P. d'Alzon, Constitutions de 1865, 1, 1
 Cet avènement est orienté par la doctrine du triple amour — amour du Christ, amour de la Vierge Marie et amour de l’Église — le fondateur y voyait l’expression la plus abrégée de l’esprit de l'Assomption. Ce triple amour implique donc une spiritualité centrée sur le Christ, une place faite à Marie et un service de l'Église.

« L'esprit de l'Assomption se résume dans ces quelques mots : l'amour de Notre-Seigneur, de la Sainte Vierge, sa Mère, et de l'Église, son Épouse. »

— P. d'Alzon, Directoire, 1, 1

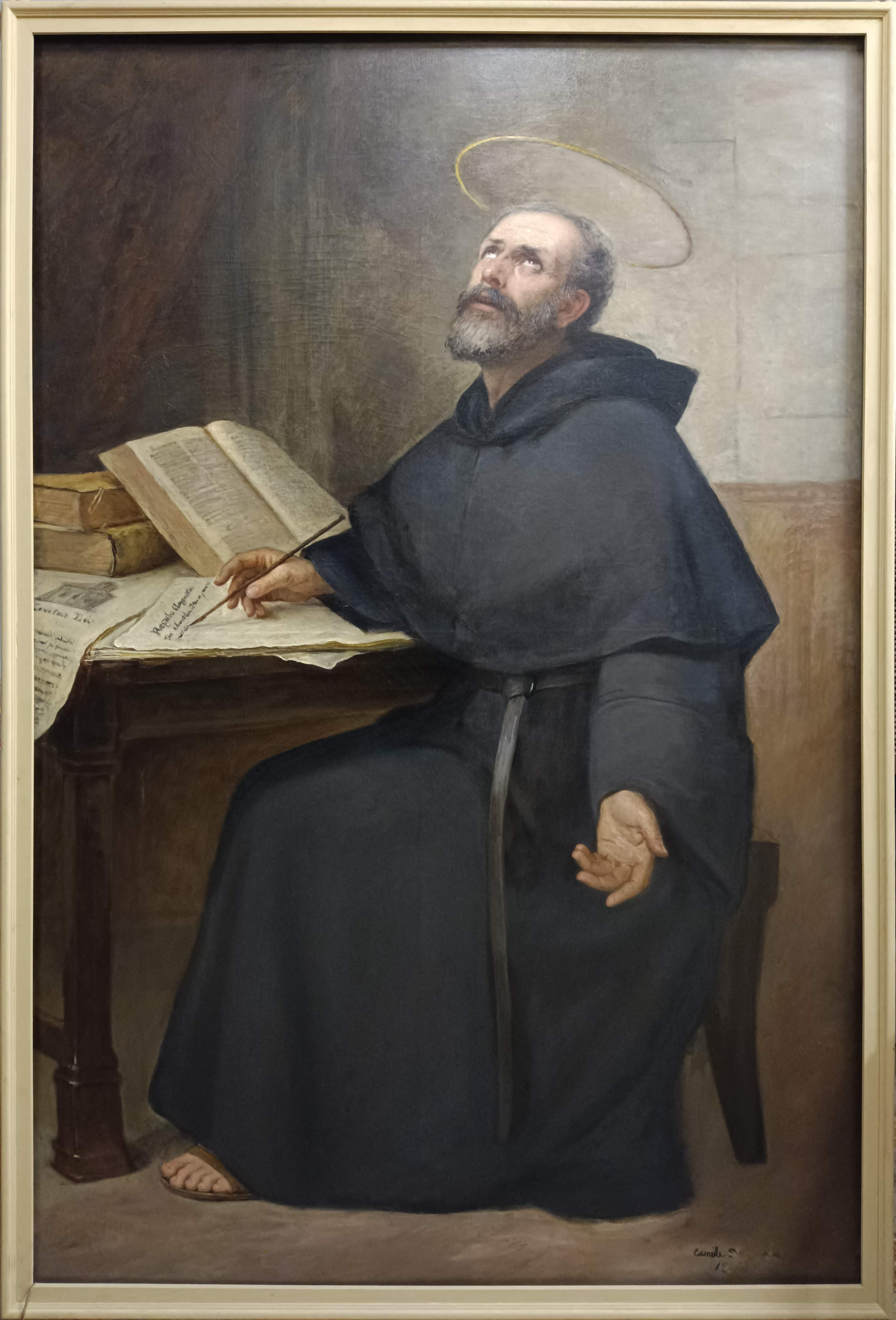
Saint Augustin rédigeant le Règle et la Cité de Dieu en habit assomptionniste

Se voulant hommes de foi et hommes de leur temps, les Assomptionnistes sont appelés à se porter « là où Dieu est menacé dans l'homme et l'homme menacé comme image de Dieu ». Le Père d’Alzon dit qu’« un bon assomptionniste doit être hardi, généreux et désintéressé ».
La congrégation s'enracine dans l'esprit de saint Augustin pour l'expérience de Dieu, la vie fraternelle, l'amour de l'Église et le service de l'homme dans la vérité, l'unité, la charité. Le chapitre général de 2005 reformule du charisme apostolique : « Être des hommes de communion, qui proposent la foi, solidaires des pauvres. »

« Avant toutes choses, mes très chers Frères, que Dieu soit aimé et le prochain, car ce sont là les principaux commandements qui nous ont été donnés. […] Avant tout, vivez unanimes à la maison, ayant une seule âme et un seul cœur tournés vers Dieu »

— Saint Augustin, Règle

## Supérieurs généraux et chapitres
Le supérieur général des Augustins de l'Assomption est élu par le chapitre général de l'ordre.
Ont été successivement supérieurs généraux, :
1. Emmanuel d'Alzon de 1845 à 1880 ;
2. François Picard de 1880 à 1903 ;
3. Emmanuel Bailly de 1903 à 1917 (frère du p. Vincent de Paul) ;
4. Joseph Maubon, vicaire général de 1917 à 1923 ;
5. Gervais Quenard de 1923 à 1952, nommé par le Saint-Siège en 1923, élu en 1929, réélu en 1935 et 1945 ;
6. Wilfrid Dufault de 1952 à 1969 (américain) ;
7. Paul Charpentier de 1969 à 1975 ;
8. Hervé Stéphan de 1975 à 1987 ;
9. Claude Maréchal de 1987 à 1999 ;
10. Richard Lamoureux de 1999 à 2011 (américain) ;
11. Benoît Grière de 2011 à 2023 ;
12. Ngoa Ya Tshihemba depuis 2023 (congolais).

Depuis la fondation, trente-trois chapitres généraux ont eu lieu,.
Le chapitre général de 1917 est un temps de crise.
Au chapitre général de 2005, le père Richard Lamoureux est réélu et obtient trois assistants : André Brombart, Emmanuel Kahindo Kihugho et Julio Navarro Roman. Jean-Daniel Gullung et Lucas Chuffart sont élus officiers (respectivement économe et secrétaire général), sans toutefois être assistants.
Au chapitre général de 2011, le père Benoît Grière est élu supérieur général. Il est entouré de quatre assistants généraux : Emmanuel Kahindo Kihugo, vicaire général ; John Franck ; Marcelo Marciel ; Didier Remiot, économe général. Bernard Le Léannec est élu secrétaire général.
Lors du 33e chapitre général en mai 2017 à Lyon, le père Benoît Grière est réélu pour un mandat de six ans.
Le 12 juin 2023, le père Ngoa Ya Tshiemba est élu supérieur général.

## Autres membres ayant été reconnus publiquement
Quelques membres de cette congrégation ont été reconnus publiquement, il y a parmi eux :
- des missionnaires comme Jean-Marie Louis Marseille, Henri Piérard, Marie-Clément Staub, les Martyrs de Bulgarie ;
- des historiens comme Antoine Wenger, Raymond Janin, Vitalien Laurent, Jean-Marie Marconot, Jules Pargoire, Sévérien Salaville ;
- des archéologues comme Joseph Germer-Durand,
- des théologiens comme Martin Jugie, André Sève, Marcel Neusch, Alain Marchadour, Bruno Chenu, Venance Grumel, Siméon Vailhé, Goulven Madec, Ernest Fortin, Georges Tavard ;
- des journalistes comme Vincent de Paul Bailly, Jean Potin, Lucien Guissard ;
- des évêques[22],[19] comme Louis Petit (1868-1927), Pie Neveu (1877-1946), Grégorios Vuccino (1891-1968), Henri Piérard (1893-1975), Andrew Beck (1904-1978), Arthur Horsthuis (1912-1979), Vasile Cristea (1906-2000), Michel Canonne (1911-1991), Antonios Varthakitis (1924-2007), Méthode Stratiev (1916-2006), Samuel Djoudrine (1920-1998), Charles Mbogha (1942-2005), José Geraldo Da Cruz (1941-2022), Louis Pelâtre (1940-), Benoît Gschwind (1963-) ;
- des acteurs sociaux comme Étienne Pernet, Arthur Hervet.

## Expansion, effectifs et fusion
D'après l'annuaire pontifical de 2005, les Augustins de l'Assomption comptent 921 religieux dont 600 prêtres et 123 communautés.
En 2023, les Assomptionnistes sont présents en Europe occidentale (France, Espagne, Italie, Angleterre, Belgique, Pays-Bas), en Europe orientale (Russie, Bulgarie, Roumanie, Grèce, Israël, Turquie), dans les Amériques (Canada, Etats-Unis, Mexique, Argentine, Chili, Brésil, Équateur, Colombie), en Afrique de l'Ouest (Togo, Burkina Faso, Côte d'Ivoire), en Afrique centrale (Congo, Angola, Kenya, Ouganda, Tanzanie), à Madagascar et en Asie (Vietnam, Philippine, Corée).
La Congrégation se structure au niveau territorial avec des provinces ou des vicariats et au niveau local avec des communautés dans des maisons de trois à vingt religieux.
En 1925, elle absorbe la branche anglaise des pères de Saint-Edme ou Oblats du Sacré Cœur de Jésus et du Saint Cœur Immaculé de Marie fondés en 1843 par le père Jean-Baptiste Muard.

## De nos jours

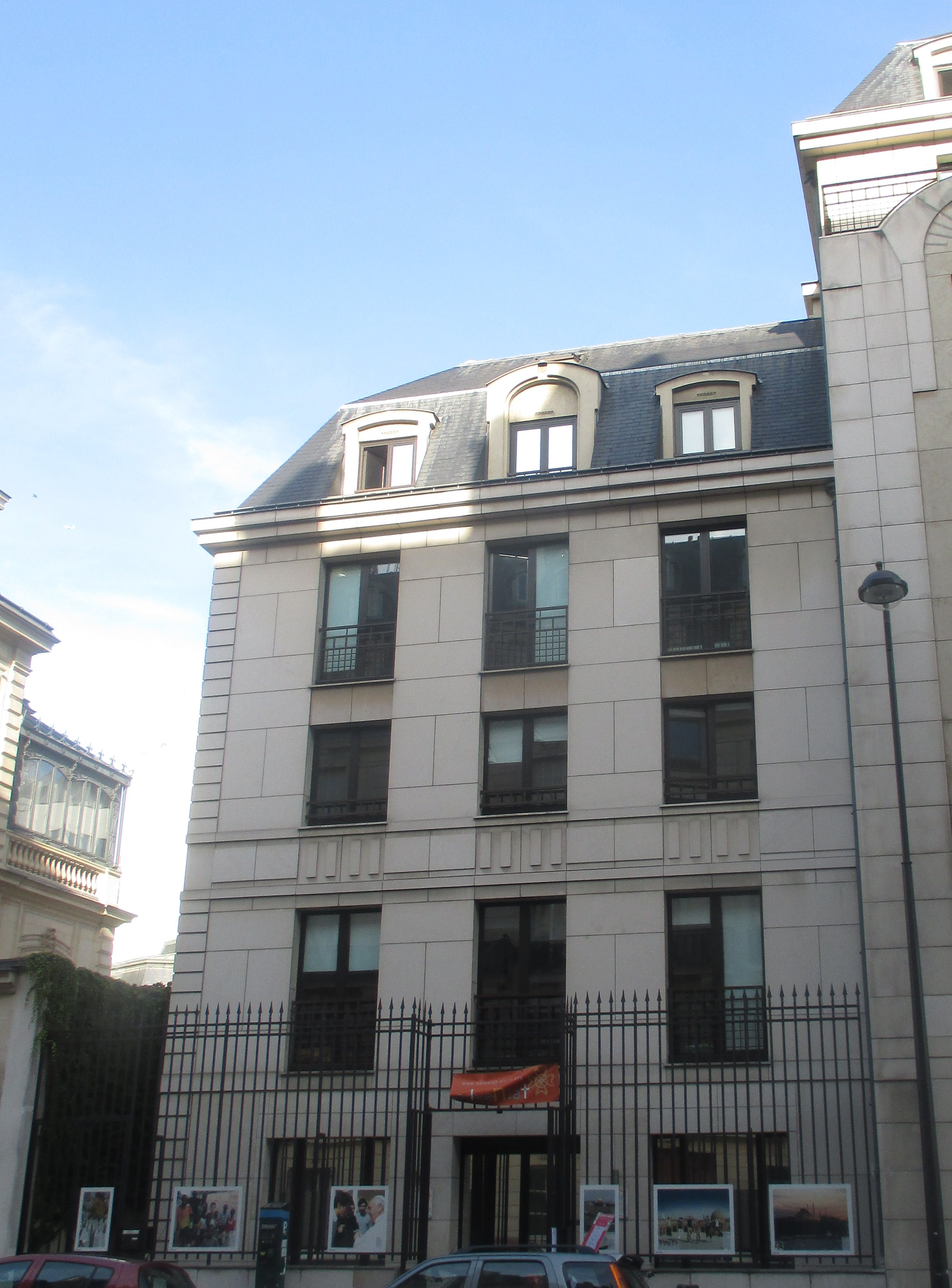
Immeuble d'Adveniat, à Paris (VIIIe).

Son activité est multiforme et bien souvent, ce sont les circonstances historiques qui l'ont amené à lancer ou à prendre une activité précise.

« Depuis les origines, notre apostolat s'est réalisé sous des formes variées, notamment : l'enseignement "entendu dans le sens le plus large du terme", les études, les moyens de communication sociale, les pèlerinages, l'œcuménisme, le ministère paroissial, les mouvements apostoliques de laïcs, les œuvres sociales, le service des jeunes Eglises. »

— Règle de vie n°18
Citons notamment :
- le groupe de presse Bayard, connu pour ses titres La Croix, Le Pèlerin, Prions en Église mais aussi pour sa presse jeunes Pomme d'Api, Astrapi, Okapi, J'aime lire ;
- le pèlerinage national à Lourdes, organisé tous les ans le 15 août lors de la fête de l'Assomption depuis 1873 ;
- l'animation de sanctuaires (Chili, Argentine, Canada, Saint-Pierre en Gallicante à Jérusalem) ;
- l'accueil de jeunes et des foyers d'étudiants ;
- une auberge de jeunesse chrétienne nommée Adveniat située rue François-Ier à Paris VIIIe ;
- des collèges (Espagne, États-Unis, Belgique, Congo, Madagascar) ;
- le Forum 104, espace de rencontre culturel et interreligieux situé 104 rue de Vaugirard à Paris VIe ;
- des centres d’accueil pour entreprises (Valpré à Lyon et le Centre Port-Royal à Saint-Lambert-des-Bois près de Saint-Quentin-en-Yvelines) ;
- présence dans les pays d’Europe Orientale à majorité orthodoxe (Moscou, Bucarest, Plovdiv, Athènes) ;
- des paroisses (Europe, Afrique, Amérique, Asie, Océanie) ;
- une péniche-chapelle nommé Je Sers accueillant des exclus, sans-papiers, migrants (Conflans-Sainte-Honorine)[23] ;
- des aumôneries (scolaires, hospitalières, pénitentiaires, de mouvements).

## Famille de l'Assomption
Un de leurs slogans est : 

« Aux quatre coins du monde, au souffle large de l'Esprit. »

Les treize familles religieuses qui, à un titre ou à un autre, sont nées soit directement de l'inspiration des trois figures fondatrices tutélaires de l'Assomption : l'abbé Théodore Combalot, sœur Marie-Eugénie de Jésus et le père Emmanuel d'Alzon soit indirectement de celle de leurs disciples, sont aujourd'hui à l'œuvre dans une soixantaine de pays.
Cette dispersion mondialiste correspond à l'ambition spirituelle et apostolique du Père d'Alzon, resté pourtant sinon très nîmois, du moins très français : « Il faut élargir les intelligences et les cœurs dans la grande question de la cause de Dieu, il faut ouvrir des horizons pour les myopes, il faut allumer des brasiers pour des gens qui ne réclament que leur chauffe-pieds et ont peur qu’on leur donne un rhume en leur donnant trop de chaleur. Heureux les supérieurs qui embrassent le monde entier dans leur ambition, parce qu'ils sont ambitieux de faire régner Jésus-Christ partout. »

### Les six premières familles historiques de l'Assomption
Les six premières congrégations de l'Assomption, dont cinq sont issues de la France et dont une seule forme le rameau masculin (proportion habituelle dans les familles religieuses), présentent à l'évidence des traits de famille, de caractère, d'apostolat communs fortement marqués. Toutes d'ailleurs portent dans leur nom et leurs gênes le dénominateur officiel d'Assomption, même s'il existe en leur temps et même avant elles d'autres familles religieuses de l'Assomption tout à fait indépendantes de leur esprit et de leur fondation.

#### Religieuses de l'Assomption
Les religieuses de l'Assomption (RA), sont fondées à Paris, rue Férou, en 1839. La maison mère est au château d'Auteuil, la Tuilerie depuis 1857, transférée au Val Notre-Dame en Belgique en 1900 puis revenue à Auteuil en 1953. La fondatrice, sœur Marie-Eugénie de Jésus, est sous la direction spirituelle du Père d'Alzon à partir de 1841 (élue supérieure).
Les Sœurs missionnaires de l'Assomption, sont fondées par scission d'avec les RA en 1852 au Cap (Afrique du Sud) par mère Marie-Gertrude Henningsen (1822-1904). La maison mère est à Grahamstown puis la maison généralice est transférée à Johannesbourg.
En 2018, sœur Rekha est élue supérieure générale.

#### Augustins de l'Assomption, dits Assomptionnistes
Voir plus haut, congrégation fondée en 1845.

#### Oblates de l'Assomption
Les Oblates de l'Assomption (OA), religieuses missionnaires, fondées au Vigan en mai 1865. La maison généralice est d'abord à Nîmes rue Séguier en 1873 puis à Paris, rue Lecourbe en 1926. Les fondateurs sont le Père d'Alzon et Marie Correnson, en religion mère Emmanuel-Marie de la Compassion (1842-1900), jeune fille de la bourgeoisie nîmoise, née à Paris le 28 juillet 1842.

#### Petites Sœurs de l'Assomption
Les Petites Sœurs de l'Assomption (PSA), sont fondées à Paris en juillet 1865, rue Vanneau puis rue Saint-Dominique. La maison mère et généralice est implantée à Paris rue Violet en 1870. Les PSA sont fondées conjointement par le père Étienne Pernet et sœur Antoinette Fage, en religion mère Marie de Jésus (1824-1883). Le père d'Alzon a éprouvé une grande admiration pour la cofondatrice des PSA dont la rencontre avec Étienne Pernet fut déterminante. La congrégation se consacre depuis ses origines aux soins gratuits des malades pauvres à domicile. Reconnue en 1875 par l'archevêque de Paris, le cardinal Guibert, elle obtient les approbations de Rome en 1897 et 1901. En 1946, la congrégation centralisée est divisée en provinces ; en 1949 elle absorbe les Servas dos Pobres du Portugal et en 1962 elle absorbe les Petites Sœurs des Champs fondées en 1844 à Castelsarrasin (Tarn-et-Garonne) par l'abbé Jean-Baptiste Marie Delpech (1807-1887). En 1993 est officialisée la scission d'avec une partie de la province italienne qui devient la congrégation des Sœurs de la charité de l'Assomption (SCA).

#### Orantes de l'Assomption
Les Orantes de l'Assomption (ORA) sont fondées à Paris le 8 décembre 1896 au 14 rue Berton chez les Oblates de l'Assomption. Les Orantes y habitent presque cinq ans. Après plusieurs déménagements (dont rue Desbordes-Valmore), elles habitent à Sceaux (Hauts-de-Seine) en 1920, à Bonnelles (Yvelines) en 1970, la maison généralice s'installe à Cachan puis à Créteil (Val-de-Marne) en 2009.
Aux origines des Orantes, on trouve le père assomptionniste François Picard (1831-1903) et mère Isabelle Marie de Gethsémani (1849-1921), née Isabelle de Clermont-Tonnerre, épouse Henri d'Ursel en 1873. Branche contemplative de l'Assomption — institut religieux de droit diocésain international — restée de taille modeste, elle a absorbé en 1941 la congrégation des Sacramentines de Marseille, fondées en 1639 par le père Antoine Le Quien.

### Fondations duXXesiècle
Les autres fondations de la famille sont du XXe siècle et ne portent pas toutes le nom « Assomption » même si elles doivent leur origine à un religieux assomptionniste :
- les Sœurs de Sainte Jeanne d'Arc, (SJA), fondées en 1914 à Worcester (USA), maison généralice en 1917 et sanctuaire du Montmartre canadien en 1925[27] à Sillery, Québec. Cette congrégation canadienne et américaine due au père Marie-Clément Staub et sœur Jeanne du Sacré-Cœur (née Célina Benoît) se consacre essentiellement à l'apostolat au service des prêtres et des paroisses ;
- les Siervas Obreras Catequistas, fondées en Argentine, en 1934, par un assomptionniste, le père José Maria Moreau (1897-1947). Maison généralice à Perito Oreno 449, 5501 Godoy Cruz, Mendoza (Argentine). La supérieure générale est Hermana Leticia Ballhorost ;
- les Sœurs de la Croix, fondées en 1939 à Athènes, maison généralice rue Ipirou, Agia Paraskevi[28] ;
- les Frères de l'Assomption, fondés en 1951 à Béni au Congo-Kinshasa ; maison généralice à Butembo. Les frères de l'Assomption, institut religieux diocésain laïc dû à l'initiative de Henri Pierard, forment aujourd'hui une petite congrégation diocésaine au service de Béni-Butembo ;
- les Petites sœurs de la Présentation de Notre-Dame, fondées en 1948 ou 1952 à Béni[29] au Congo-Kinshasa ; maison généralice à Butembo. Une autre congrégation diocésaine, fondée également par Henri Piérard, s'est développée dans la province du Kivu ;
- les Petites missionnaires de la Croix, fondées en 1955 en Colombie, sont devenues un institut séculier, sans lien particulier avec l'Assomption ;
- les Sœurs de la charité de l'Assomption, (SCA), fondées en 1993 à Rome dans la mouvance de Comunione e liberazione.